# Ivaros szaporodás
Ivaros szaporodáskor egyszeres kromoszómaszerelvényű, önálló továbbszaporodásra nem képes szaporítósejtek (gaméták) egyesülnek (megtermékenyítés, copulatio), aminek eredményeként továbbfejlődésre képes diploid csírasejt, zigóta jön létre. A mozgásra képes ivarsejtek a planogaméták, a mozdulatlanok az aplanogaméták. A planogamétákat létrehozó sejtek a gametangiumok.

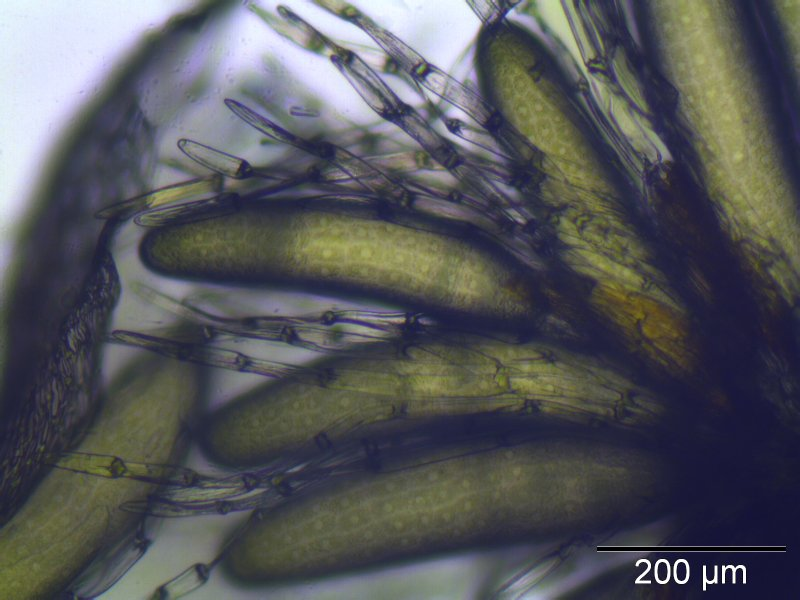
antheridium

A törzsfejlődés folyamán az ivaros szaporodásnak különböző formái alakultak ki. Legősibb az izogámia, amelynek során  morfológiailag és fiziológiailag is egyenlő értékű, ostoros gaméták (ún. izogaméták) egyesülnek. Ez a szaporodásmód az egysejtű moszatokra jellemző. Konjugációról akkor beszélünk, ha a szaporodásban részt vevő két egyforma gaméta ostor nélküli. A járommoszatok körében fordul elő. Az ivaros szaporodás további fejlődésekor a gaméták nagysága megváltozott. A hím gaméta (microgameta) kisebb lett, a női gaméta (macrogameta) viszont megnőtt. Mindkettő ostora továbbra is megmaradt. Két különböző nagyságú ostoros gaméta egyesülése a heterogámia vagy anizogámia. Oogámiának azt az ivaros szaporodásmódot nevezzük, amikor a makrogaméta elveszítette az ostorát és mozdulatlanná vált. A mikrogaméta a mohákban és a harasztokban önálló mozgásra képes spermatozoid, a virágos növényekben pedig mozgásszervvel (ostorral, csillóval) nem rendelkező spermasejt. A makrogaméta a petesejt. A spermatozoidok általában hím ivarszervekben (antheridium), a petesejtek pedig női ivarszervekben – a moszatokban és a gombákban általában oogóniumokban, a hajtásos növényekben archegóniumokban – jönnek létre.